# ألبيرتو غيولياتو
ألبيرتو غيولياتو (بالإيطالية: Alberto Giuliatto)‏ (17 سبتمبر 1983 بتريفيزو في إيطاليا - ) هو لاعب كرة قدم إيطالي في مركز الدفاع. لعب مع نادي بارما ونادي تريفيزو ونادي فينيزيا ونادي ليتشي ونادي سافونا ‏ وإيه جي نوسرينا 1910 ‏ وإيه سي بلونو 1905 ‏.

## روابط خارجية
- ألبيرتو غيولياتو على موقع قاعدة بيانات كرة القدم.إي يو (الإنجليزية)
- ألبيرتو غيولياتو على موقع عالم كرة القدم.نت (الإنجليزية)